# 救狗之家
救狗之家（英語：Hong Kong Dog Rescue，縮寫：HKDR）是一個在香港註冊的動物福利組織，由莎莉·安德森（Sally Andersen）於2003年成立，目標為拯救於漁農自然護理署狗房面臨死亡邊緣的狗隻，目前收養了超過600隻被遺棄的狗。

## 經費籌募方式
- 步行籌款[4][5][6]
- 月曆義賣[7]
- 一人一磚[8]
- 慈善音樂會[9]

## 環境保護設施
- 使用翻新舊貨櫃作為辦事處
- 使用循環再造物料
- 安裝太陽能發電用以降溫及照明
- 綠化屋頂[10]

## 軼事
- 2010年，一名男子於南丫島跑步期間，被狗圍困及咬傷，創辦人Sally Andersen因此遭起訴[11][12]。
- 2010年，一隻從救狗之家領養回來的混種唐狗，隨女主人到香港仔水塘道行山，尋獲意外墮山的男子，通知女狗主報警。[13]

## 外部連結
- 救狗之家 官方網頁
- 香港教育專業人員協會 會員通訊 2008年4月11日
- 百貨公司Harvey Nichols與救狗之家合作舉辦的慈善雞尾酒會[永久]
- 迪士尼與救狗之家合作的籌款同樂日
- 「四點鐘阮Sir」阮兆祥2014硬食博覽棟篤笑 記者招特會精華片段 （页面存档备份，存于）